# Platyhypnidium peruviense
Platyhypnidium peruviense är en bladmossart som beskrevs av Ryszard Ochyra 1999. Platyhypnidium peruviense ingår i släktet Platyhypnidium och familjen Brachytheciaceae. Inga underarter finns listade i Catalogue of Life.